# James H. Schmitz
James Henry Schmitz (Amburgo, 15 ottobre 1911 – Los Angeles, 18 aprile 1981) è stato un autore di fantascienza statunitense.
Noto per le sue storie avventurose degli anni sessanta e settanta, divenne famoso per il romanzo Le streghe di Karres, candidato al Premio Hugo nel 1967.

## Biografia
James Henry Schmitz nacque il 15 ottobre 1911 ad Amburgo da genitori americani. La sua famiglia si spostò negli Stati Uniti durante la prima guerra mondiale, ma tornò in Germania subito dopo. Schmitz tornò a Chicago per un periodo di studio, che interruppe per dedicarsi a un corso di giornalismo per corrispondenza; non trovando impiego tornò in Germania lavorando per la International Harvester, una azienda statunitense specializzata nella produzione di macchine agricole.
Nel 1938, causa della seconda guerra mondiale, fu costretto a ritornare negli Stati Uniti, a Los Angeles. Iniziò la carriera di scrittore con il racconto Greenface, pubblicato nel 1943 sulla rivista Unknown, ma con l'ingresso degli Stati Uniti nel conflitto fu arruolato nella United States Army Air Corps, con il compito di fotografo a bordo di aerei da ricognizione sul Pacifico.
Al termine della guerra lavorò come costruttore di roulotte e pubblicò racconti in modo intermittente fino al 1961; ebbe interessi di varia natura (compreso un suo avvicinamento alla Dianetica). Sposò Betty Mae Chapman, programmatrice, e decise di diventare scrittore a tempo pieno, fino 1974. Morì di insufficienza epatica nel 1981.

## Opere
James Henry Schmitz fu principalmente autore di racconti: ne scrisse di più di sessanta (per lo più inediti in italiano). Iniziò nel 1943, con Greenface, ed ebbe un periodo di pausa fino al 1949, anno di uscita del primo racconto della serie dell'Agente di Vega e della versione breve del suo romanzo di maggior successo, Le streghe di Karres, candidato al Premio Hugo nel 1967. Vi si narrano le peripezie di tre ragazzine dotate di poteri mentali simili alla magia e di un capitano d'astronave che suo malgrado diventa loro protettore e vittima.

### La Federazione dell'Hub
Il suo periodo più fecondo si colloca negli anni sessanta-settanta, quando sviluppò la serie della Federazione dell'Hub: due romanzi (Legacy e The Demon Breed) e una trentina fra storie brevi e racconti.
Le storie della Federazione dell'Hub si collocano in un futuro non precisato, dopo che l'espansione dell'umanità, proceduta a rilento per secoli, ha avuto una improvvisa accelerazione per la scoperta dell'Hub, un ammasso stellare comprendente un gran numero di pianeti abitabili. Questa evento porta ad una guerra sanguinosa al termine della quale la Terra è scomparsa dalla memoria e i pianeti dell'Hub si sono associati in una Federazione.
L'organizzazione della Federazione è potente ma non rigida, e permette brevi guerre private: i governi regionali si occupano della legge, della polizia e delle tasse, mentre il governo centrale si occupa della difesa, della colonizzazione e delle relazioni con altre specie. Principale organo di governo, il Concilio coordina e media le attività dei vari Dipartimenti, fra cui il Servizio Psicologico, dedicato al controllo ed all'inquadramento delle persone con poteri psichici.
Gran parte delle storie ambientate nell'universo della Federazione dell'Hub ha come protagonista Telzey Amberdon, una giovane dotata di poteri psichici e delle avventure della sua formazione come membro del Servizio Psicologico; per questa ragione spesso ci si riferisce a queste storie come al Ciclo di Telzey Amberdon.

### Negli Stati Uniti

#### Raccolte
- Agent of Vega, 1960
- A Nice Day for Screaming and Other Tales of the Hub, 1965
- A Pride of Monsters, 1970
- The Telzey Toy, 1973
- Il gioco del leone (The Lion Game, 1973), Casa Ed. La Tribuna, 1976
- The Best of James H. Schmitz , 1991
- Telzey Amberdon, 2000
- T'nT: Telzey & Trigger, 2000
- Agent of Vega & Other Stories, 2001
- The Hub: Dangerous Territory, 2001
- Trigger & Friends, 2001
- Eternal Frontier, 2002

#### Romanzi
- La favola dei due orologi (A Tale of Two Clocks, 1962, ripubblicato come Legacy, 1979), Ponzoni Editore, 1964
- The Universe Against Her, 1964
- Le streghe di Karres (The Witches of Karres, 1966), Libra, 1976
- The Demon Breed, 1968
- The Eternal Frontiers, 1973

Gran parte delle opere di James H. Schmitz è disponibile online gratuitamente, in inglese, presso la Free Speculative Fiction Online o la Baen Book.

### In Italia
James H. Schmitz è poco conosciuto in Italia. Sono stati pubblicati i romanzi La favola dei due orologi e Le streghe di Karres (più volte ripubblicato), la raccolta Il gioco del leone e una dozzina di racconti distribuiti in varie raccolte.

## Critica
James H. Schmitz è noto per la forza dei suoi personaggi femminili, specialmente in un periodo in cui le donne nella fantascienza erano rappresentate come fanciulle in ambasce. Schmitz non solo fa di una donna l'eroina di un ciclo di romanzi (come Telzey Amberdon), ma soprattutto evita in modo assoluto qualunque luogo comune, e se lo rappresenta, lo fa per invertirlo e confutarlo dopo poche righe.
I suoi romanzi ricadono nella categoria della space opera; pur non fra i grandi del genere, Schmitz seppe miscelare avventura, ironia e sorpresa - non solo nei finali. Come è stato scritto da più critici, le sue storie sono "divertenti da leggere".